# مینی‌دیسک‌ها (هک‌شده)
مینی دیسک‌ها [هک شده] آلبوم گردآوری شده از نسخه‌های آزمایشی، خروجی‌ها و سایر مواد ضبط شده توسط ریدیوهد، گروه آلترنیتیو راک انگلیسی است. این آلبوم ضبط شده از مینی دیسک‌ها متعلق به خوانندهٔ گروه، تام یورک است که هرگز تصمیمی برای انتشار آنها گرفته بود؛ پس از آنکه این آلبوم در ماه ژوئن سال ۲۰۱۹ به صورت اینترنتی هک شد و لو رفت، ریدیوهد آلبوم را از طریق سایت اشتراک گذاری موزیک بندکمپ منتشر کرد و تمام درآمد حاصل از آن را به یک گروه دوست دار محیط زیست به نام Extinction Rebellion اهدا کرد.

## محتوا
مینی دیسک‌های هک شده شامل بیش از ۱۶ ساعت دمو (نسخه آزمایشی)، تمرین، خروجی و اجرای زنده است که ریدیوهد در آلبوم سوم خود، اوکی کامپیوتر، بر روی آن کار می‌کرد. این آلبوم شامل آهنگ‌های منتشر نشده، نسخه‌های اولیه آهنگ‌های اوکی کامپیوتر (مانند نسخه پیشرفته " پارانوید اندروید ") و نسخه‌های ترانه‌های " آساسنور "، " انتظار عجیب و غریب "، " لخت "، "آخرین گلها"، " موسیقی متن فیلم "و" زندگی در گلخانه " می‌باشد.

## انتشار

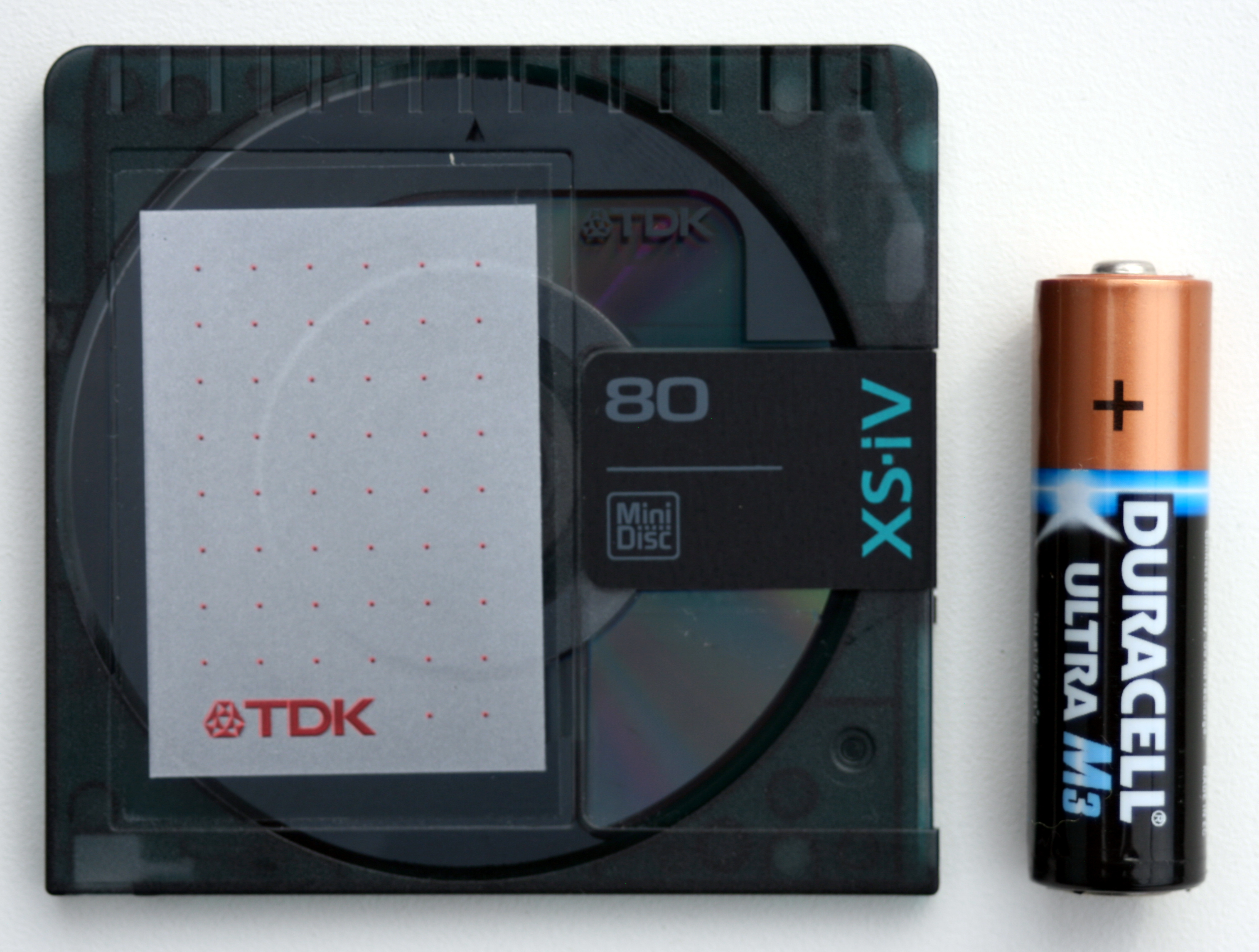
در هنگام ضبط از مینی دیسک‌ها گرفته شد. (مینی دیسک در تصویر در کنار باتری برای اندازه‌گیری مقیاس قرار گرفته).

مینی دیسک‌ها متعلق به تام یورک خواننده ردیوهد است و توسط او ضبط شده‌اند. اعضای ریدیوهد هیچوقت برای انتشار این آلبوم تصمیمی نگرفته بودند، هر چند برخی از قطعات درون آن، قبلاً در اوکی کامپیوتر اوکی نات اوکی ۱۹۹۷ ۲۰۱۷ منتشر شده بودند. احتمال داده میشودهنگامی که قطعات آرشیو شده برای پخش مجدد آماده می‌شدند، هک شدند.
در تاریخ ۵ ژوئن ۲۰۱۹، یک هکر آلبوم را در اینترنت منتشر و لو داد و ادعا کرد که آنها را برای لو ندادن قطعات پخش نشده از بیتلز معامله کرده‌است. بر اساس گزارش‌های متضاد، دزدان خواستار ۱۵۰٬۰۰۰ دلار از ریدیوهد برای منتشر نکردن قطعات شده بودند؛ با این حال، این رقم توسط هکر پیشنهاد داده شده بود و امیدوار بود که این مبلغ پرداخت شود. هکر پس از انتشار اخبار دربارهٔ لو رفتن آلبوم، آن را در سایت ردیت منتشر کرد. هواداران یک سند گوگل برای فهرست آهنگ‌ها ایجاد کرده‌اند.
در ۱۱ ژوئن ریدیوهد آلبوم لو رفته را به مدت ۱۸ روز برای پخش یا خرید در سایت توزیع موسیقی بندکمپ قرار داد و درآمد حاصل از آن را به گروه حامیان محیط زیست به نامExtinction Swat اهدا کرد. گیتاریست گروه، جانی گرینوود نوشت که " این مجموعه بسیار جالب است، و البته بسیار بسیار طولانی "

## بازخوردها
| بررسی انتقادی  | بررسی انتقادی |
| منبع           | رتبه‌بندی      |
| -------------- | ------------- |
| روزنامه گاردین | [ ۷ ]         |
| دیلی تلگراف    | [ ۸ ]         |

گاردین نوشت که مینی دیسک‌ها "یک ضبط بی حد و مرز فوق العاده از یک گروه است که مسیر اصلی را از طریق رد کردن آن بازتولید می‌کند … کارهای این گروه در دهه ۱۹۹۰ که توسط بسیاری به عنوان بزرگترین و بهترین آلبوم در نظر گرفته می‌شد، نشان می‌دهد که چقدر این گروه در مسیر خود استوار بوده و به دور از عجله و بی پروا آلبوم اوکی کامپیوتر را به یک بریت پاپ فوق العاده تبدیل کرده‌اند که آن مغز مردم را احاطه کرده‌است. "بن بومان توماس در مقاله ای دیگر از گاردین نوشت که "این یک جام مقدس است - یا حتی شاید ارگ میثاق - برای حامیان سرسخت ردیوهد، و حتی برای کسانی که کمتر طرفدار این گروه هستند هم لیاقت دارد."
پیچفورک نوشت که این مجموعه "تجربهٔ خوبی برای گوش دادن نیست" و حس خوبی ایجاد نمی‌کند و "تنها برای طرفداران ریدیوهد" عالی است. با این حال، آنها "ذره ای از درخشندگی (و عجیب و غریب بودن خود)" را به رخ کشیدند، از جمله آهنگ‌های آکوستیک یورک، "پارانوید اندریود" و یک نسخه جایگزین "آسانسور" که "می‌تواند بالاتر از نمودار" باشد. نیو استیتسمن نوشت که «شروع، جهش و پیمایش» از طریق آهنگ‌های طولانی «باعث تجربه و حس شگفت‌آوری در درون آدمی می‌شود، شبیه به سرگردانی در یک کاخ است، با ریدیوهد ناخودآگاه گاهی با چهره‌های آشنا روبه‌رو می‌شوید.»

## لیست آهنگ‌ها
هر مینی دیسک به عنوان یک تک آهنگ حدود یک ساعته در نظر گرفته شده‌است. محتوای آنها فقط شامل آهنگ‌های فردی نیست. طرفداران یک سند گوگل برای شناسایی آهنگ‌ها و مدت زمان آنها جمع‌آوری کردند. همهٔ ترانه‌ها توسط تام یورک، جانی گرینوود، فیل سلوی، اد اوبراین و کالین گرینوود نوشته شده‌است.
| شماره      | نام        | مدت      |
| ---------- | ---------- | -------- |
| ۱.         | «MD111»    | ۷۰:۴۷    |
| ۲.         | «MD112»    | ۶۱:۲۷    |
| ۳.         | «MD113»    | ۶۵:۰۸    |
| ۴.         | «MD114»    | ۵۷:۲۱    |
| ۵.         | «MD115»    | ۵۷:۰۴    |
| ۶.         | «MD116»    | ۲۵:۵۷    |
| ۷.         | «MD117»    | ۵۵:۲۸    |
| ۸.         | «MD118»    | ۵۷:۰۳    |
| ۹.         | «MD119»    | ۵۳:۳۷    |
| ۱۰.        | «MD120»    | ۵۸:۱۷    |
| ۱۱.        | «MD121»    | ۶۰:۲۱    |
| ۱۲.        | «MD122»    | ۷۳:۱۳    |
| ۱۳.        | «MD123»    | ۱۷:۵۲    |
| ۱۴.        | «MD124»    | ۷۲:۲۲    |
| ۱۵.        | «MD125»    | ۵۶:۱۰    |
| ۱۶.        | «MD126»    | ۶۸:۰۴    |
| ۱۷.        | «MD127»    | ۲۶:۴۹    |
| ۱۸.        | «MD128»    | ۴۱:۵۲    |
| مجموع مدت: | مجموع مدت: | ۱۶:۱۸:۵۲ |